# Иглени рт
Иглени рт (португалски Cabo das Agulhas) је најјужнија тачка Африке и Јужноафричке Републике и граница између Атлантског и Индијског океана. Налази се на 34°50‘ јгш и 20°00‘ игд. То је око пола степена географске ширине јужније од Рта добре наде.
Историјски гледано, рт је био познат морнарима као велика опасност на традиционалној рути клипера. Понекад се сматра једним од великих ртова. 

## Историја
Име Иглени рт су му дали португалски морепловци 1500. године, везано за магнетну иглу на компасу, будући да се у том региону правац магнетног северног пола поклапао са географским северним полом.

## Географија
Иглени рт се налази у региону Оверберг, 170 километара југоисточно од Кејптауна. Јужно од Игленог рта, топла Агуљаска струја која тече јужно дуж источне обале Африке враћа се назад у Индијски океан. Док се ретрорефлектује, она хвата велике океанске вртлоге (Агуљаски прстенови) који плутају у јужни Атлантски океан и уносе огромне количине топлоте и соли у суседни океан. Овај механизам чини један од кључних елемената у глобалној циркулацији топлоте и соли покретном траком.
Иглени рт има постепено закривљену обалу са стеновитим и пешчаним плажама. Маркер анкете и нови маркер који приказује афрички континент налазе се на најјужнијем делу Африке. Воде Агуљаске обале су прилично плитке и познате су као једно од најбољих рибарских подручја у Јужној Африци.
Стене које формирају Иглени рт припадају групи Стоним планинама, која се често слободно назива пешчара Стоне планине. Они су уско повезани са геолошким формацијама које су изложене у спектакуларним литицама Стоним планинама, Кејп Поинта и Рта добре наде.

## Клима
Иглени рт има топлу медитеранску климу. Клима је константно блага, без екстремних температура или падавина. Према јужноафричким националним парковима, који управљају природним резерватом, просечна количина падавина је 400–600 мм годишње, углавном зими.

## Опасности при транспорту
Море код Игленог рта је озлоглашено по зимским олујама и огромним таласима, који могу достићи висину и до 30 метара и могу потопити чак и велике бродове. Током протеклих неколико стотина година веровало се да је око 150 бродова потонуло.
Због опасности и након губитка неколико пловила, светионик је изграђен 1848. У светионику се сада налази музеј и мали рустикални ресторан.

## Галерија
- Иглени рт панорама
- Иглени рт и околина
- Стеновити део Игленог рта
- Биљке Игленог рта
- Информативна табла
- Поштанско сандуче
- Фреснелова сочива у светионику Игленог рта